# Okręg wyborczy Glasgow Govan
Okręg wyborczy Glasgow Govan powstał w 1885 r. i wysyłał do brytyjskiej Izby Gmin jednego deputowanego. Okręg obejmował dzielnicę Govan w Glasgow. Został zlikwidowany w 2005 r.

## Deputowani do brytyjskiej Izby Gmin z okręgu Glasgow Govan
- 1885–1889: William Pearce, Partia Konserwatywna
- 1889–1900: John Wilson, Partia Liberalna
- 1900–1906: Robert Craig
- 1906–1910: Robert Duncan, Szkocka Partia Unionistyczna
- 1910–1911: William Hunter, Partia Liberalna
- 1911–1918: Daniel Holmes, Partia Liberalna
- 1918–1950: Neil Maclean, Partia Pracy
- 1950–1955: Jack Browne, Szkocka Partia Unionistyczna
- 1955–1973: John Rankin, Co-operative Party
- 1973–1974: Margo MacDonald, Szkocka Partia Narodowa
- 1974–1979: Harry Selby, Partia Pracy
- 1979–1983: Andrew McMahon, Partia Pracy
- 1983–1988: Bruce Millan, Partia Pracy
- 1988–1992: Jim Sillars, Szkocka Partia Narodowa
- 1992–1997: Ian Davidson, Co-operative Party
- 1997–2005: Mohammad Sarwar, Partia Pracy